# Яаксон, Эрнст
Эрнст Рудольф Яаксон (эст. Ernst Jaakson; 11 августа 1905, Рига, Лифляндская губерния, Российская империя—4 сентября 1998, Нью-Йорк, США) — эстонский дипломат.

## Биография
Изучал экономику в Латвийском университете в Риге и право в Тартуском университете. Позже окончил Колумбийский университет в Нью-Йорке по специальности «экономика».
В 1928 году начал работать в Информационном отделе Министерства иностранных дел Эстонии. С 1929 года — в дипломатической миссии независимой Эстонии в Риге. В 1929—1932 годах Яаксон — секретарь почётного консула Эстонии в Сан-Франциско (США). В 1932 году был назначен Генеральным консулом Эстонии в Нью-Йорке.
После присоединения государств Прибалтики к СССР в 1940 году продолжил выполнение дипломатических функций в качестве представителя Эстонской Республики.
В 1956 году отказался признать правительство Эстонии в изгнании премьер-министра и исполняющего обязанности президента республики Аугуста Рея.
С 1965 по 1991 год работал Генеральным консулом Эстонии в Соединенных Штатах, то есть до тех пор, пока Эстония не восстановила независимость в 1991 году. На протяжении 1980-х годов Яаксон занимал должность «неофициального» декана Дипломатического корпуса.
С 1991 по 1994 год был назначен Чрезвычайным и Полномочным послом Эстонской Республики в США и Постоянным представителем Эстонии при Организации Объединенных Наций.
Вошёл в составленный в 1999 году по результатам письменного и онлайн-голосования список 100 великих деятелей Эстонии XX века.

## Награды
- Орден Государственного герба 1 класса
- Орден Белой звезды 5 класса